# Trinitita

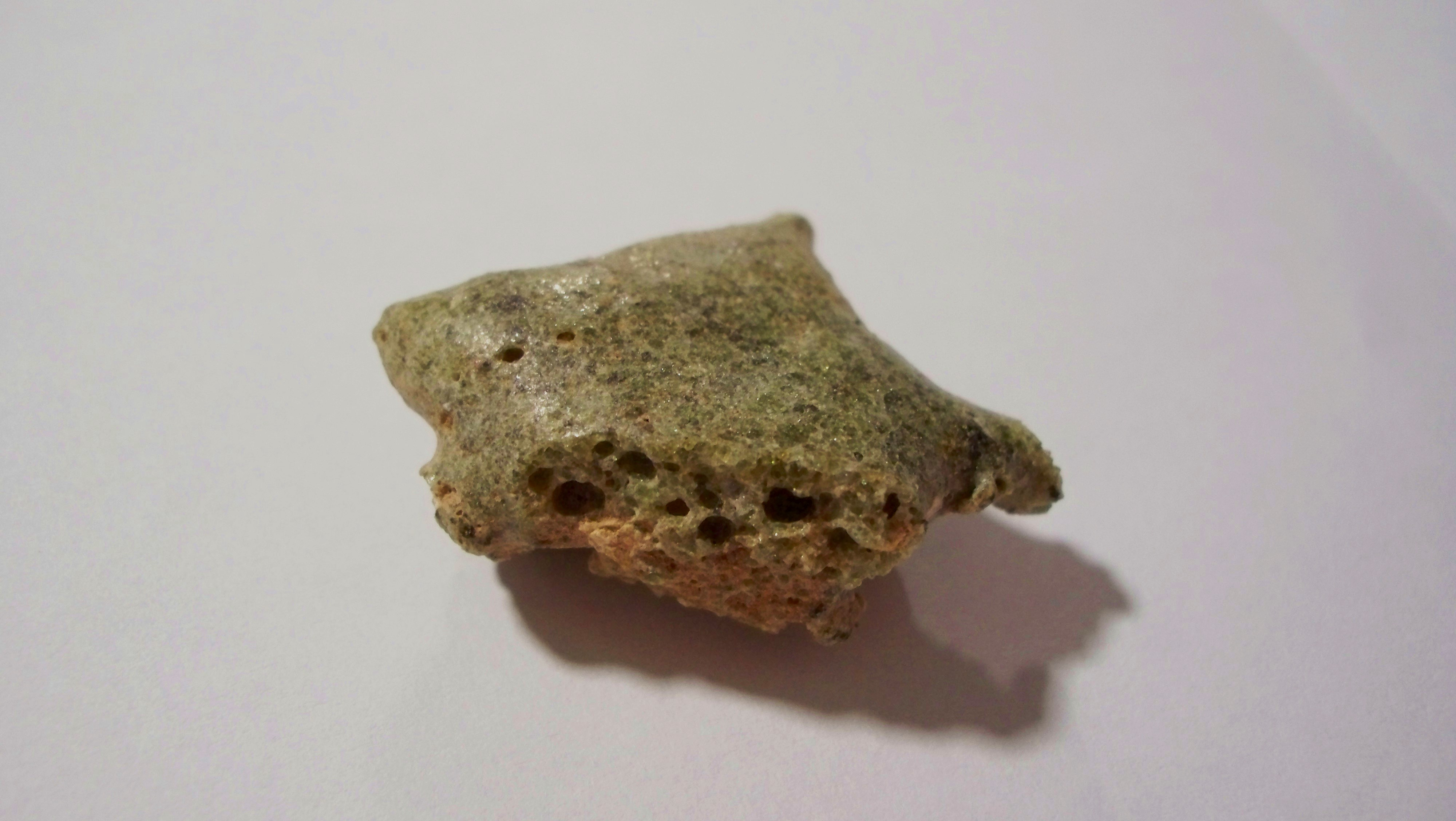
Trinitita.

La trinitita, también conocida como vidrio de Alamogordo, es un vidrio creado por la vitrificación de las arenas del desierto de Alamogordo como consecuencia de la prueba Trinity el 16 de julio de 1945, la primera explosión nuclear.
El vidrio está compuesto principalmente de arena arcósica, con mayoría de cuarzo y feldespato con trazas de plagioclasa, calcita, hornblenda y augita en una matriz de arcilla arenosa, fundida por la explosión.
La trinitita es habitualmente verde claro, pero se puede encontrar en varios colores. Es ligeramente radioactiva, aunque puede ser manipulada sin peligro.